# Жене, Жак
Жак Жене (29 мая 1919 года, Монреаль, Квебек, Канада — 5 января 2018 года) — канадский врач и учёный. Основатель Монреальского института клинических исследований. Компаньон Ордена Канады с 1967 года.

## Биография
Жак Жене родился в Монреале 29 мая 1919 года. В 1937 году он окончил колледж Жана де Бребёфа и поступил в Монреальский университет, который окончил в 1942 году. Следующим этапом стал Гарвард, где Жене специализировался на хирургических аспектах анатомии и физиологии (surgical anatomy and physiology), а затем он продолжил обучение в Рокфеллеровском университете в Нью-Йорке. После шести лет в США Жене вернулся в Квебек, но провинциальное правительство отправило его в европейские исследовательские центры.
В 1952 году Жене приступил к медицинском практике в Hôtel-Dieu. Под его началом во франкоязычной больнице в Квебеке впервые был основан отдел биомедицинских исследований. Спустя десять лет он покинул клинику мечтая о собственном медицинском исследовательском центре. В 1965 году доктор Жене получил грант на строительство и создание Монреальского института клинических исследований, который был открыт в 1967 году. Институт работал над проблемами клинической медицины, применяя на практике методы молекулярной биологии. В одной из лабораторий института под руководством Dr Marc Cantin из сердечной ткани был выделен гормон ANF, играющий важную роль в контроле кровяного давления. С 1976 по 1978 годы Жене возглавлял Совет по исследованиям высокого кровяного давления при Американской кардиологической ассоциации.
В 1963 году Жене участвовал в создании квебекского Совета медицинских исследований, впоследствии ставшего Квебекским исследовательским фондом здравоохранения.
В 1955 году Жене был назначен доцентом кафедры медицины в Монреальском университете. Он оставался верен этому учебному заведению долгие годы. Жене стал профессором и директором медицинского факультета в 1964 году, а в 1997 году был назван почётным профессором. В промежуток с 1962 по 1964 годы состоял в Совете управляющих университета.
Жак Жене является автором более 700 статей и 4 книг.
С 1967 года Жене является компаньоном Ордена Канады за исследования в области влияния гормонов на высокое артериальное давление. Кроме того, он является великим офицером Национального ордена Квебека (1991), командором Ордена Монреаля. Гарвардская медицинская школа назвала Жака Жене одной из ведущих фигур в американской медицине.